# ジャンヌの扇
『ジャンヌの扇』（L'éventail de Jeanne）は、1927年にフランスで制作された子どものためのバレエ。

## 概要
ジャンヌとは、パリの芸術家たちの支援者でバレエ学校の経営者であったジャンヌ・デュボストのことである。1927年春、彼女は友人である10人の作曲家たちに、生徒たちのためにバレエ音楽を作曲するように依頼した。バレエは1927年6月16日、パリのデュボストのサロンで上演された。モーリス・ラヴェルがピアノ編曲版を演奏し、イヴォンヌ・フランクとアリス・ブルガが振付を担当した。子どもたちは妖精の衣装を着て、舞台には鏡が用いられていた。
一般上演されたのは1929年3月4日、オペラ座で、主演は当時10歳のタマーラ・トゥマーノワであった。
ラヴェルの『ファンファーレ』やプーランクの『パストゥレル』をはじめとしていくつかの抜粋は録音されたものの、全曲録音は1984年のジェフリー・サイモン指揮によるフィルハーモニア管弦楽団の録音まで待たなければならなかった。

## 構成
1. モーリス・ラヴェル『ファンファーレ』
2. ピエール＝オクターヴ・フェルー『マーチ』
3. ジャック・イベール『ワルツ』
4. ロラン＝マニュエル『カナリー』
5. マルセル・ドラノワ『ブーレー』
6. アルベール・ルーセル『サラバンド』
7. ダリウス・ミヨー『ポルカ』
8. フランシス・プーランク『パストゥレル』
9. ジョルジュ・オーリック『ロンド』
10. フローラン・シュミット『フィナーレ（ケルメス・ワルツ）』